# Márton Vidróczki
Dans le nom hongrois Vidróczki Márton, le nom de famille précède le prénom, mais cet article utilise l’ordre habituel en français Márton Vidróczki, où le prénom précède le nom.
Márton Vidróczki ([ˈmaːɾton], [ˈvidɾoːt͡ski], ou Vidrócki, Vidrovszky, Mitróczy), né le 12 novembre 1837 à Mónosbél et mort le 8 février 1873 à Mátraverebély, est un hors-la-loi et bandit de grand chemin (betyár) hongrois.

## Biographie
Márton Vidróczki, appelé dans la vie courante Marci, fait l'objet de témoignages contradictoires même dans les documents d'époque tels que journaux et procès-verbaux, si bien que sa vie réelle est très peu connue. Il naît probablement à Mónosbél, comme fils du berger des moutons du chapitre de Bélapátfalva, où il est ensuite petit berger assistant de porcher. Il devient brigand pour des raisons dont la tradition populaire donne différentes versions, mais la plus vraisemblable est qu'il déserte le service militaire.
Sa mort est due selon la presse de l'époque à une bagarre entre brigands le 8 février 1873 près de Mátraverebély. Son corps est amené à Eger, où il est enterré anonymement au cimetière Rókus (« Saint-Roch »).

## Tradition populaire
La tradition orale chantée mentionnant le nom de Vidróczki est marquée par les stéréotypes de la poésie populaire sur le thème des betyárs. De nombreuses histoires le décrivent notamment comme un bienfaiteur des pauvres qui ne vole qu'aux riches et ne fait pas de mal aux pauvres, parlent de son audace, de son caractère passionné et droit, et le décrivent comme un bel homme portant manches et pantalons larges, marchant amplement équipé en pistolets et fusils. Vidróczki est peut-être le brigand hongrois qui a suscité le plus grand nombre de légendes, de chansons et de ballades populaires.
| - Hej Vidrócki, most gyere ki, Hat vármegye vár ideki! - Mit ér nekem hat vármegye? Tizenkettő jöjjön ide! | (Hé, Vidrócki, sors maintenant, / six [gendarmes] du comitat t'attendent dehors ! / Qu'est-ce que c'est pour moi six ? / Qu'il en vienne ici douze !) |

Certains contes le font devenir brigand par chagrin d'amour, parce que ses riches parents ne lui laissaient pas épouser celle qu'il aimait, ou parce que comme petit berger il s'était battu avec son patron. Selon une autre tradition populaire, il aurait commencé sa vie de fugitif en tant que militaire emprisonné à Komárom pour avoir frappé un officier autrichien, s'évadant du château en se jetant dans le fleuve. Il serait alors revenu dans sa région natale du Bükk, rassemblant autour de lui une bande et adoptant la vie des brigands de l'époque, à la différence près qu'il n'avait pas de sang sur les mains, et s'assurait la bienveillance des aubergistes en leur proposant une part de ses bénéfices ou en les menaçant. Il se serait à nouveau évadé par la même méthode en 1871 après avoir été en 1863 pris et envoyé à la prison de Theresienstadt, et serait revenu cette fois dans le Mátra, ce qui suppose que les un an et demi à deux ans qui lui restent à vivre comme chef de brigands auraient suffi à lier son nom à cette région dans les chansons.
La première des trois parties du chœur de Zoltán Kodály Tableaux de Mátra (1931) est une évocation de la vie et de la mort de Vidróczki,,.